# Marin Ireland
Pour les articles homonymes, voir Ireland.
Marin Ireland, née le 30 août 1979 à Camarillo, en Californie, est une actrice américaine.

## Biographie
Marin Ireland est née le 30 août 1979 à Camarillo, Californie. Ses parents sont Roy et Carol Ireland.
Elle a étudié à l'Université de Hartford.

## Filmographie

### Cinéma

#### Longs métrages
- 2004 : Un crime dans la tête (The Manchurian Candidate) de Jonathan Demme : La traductrice de l'armée
- 2007 : Une fille à la page (Suburban Girl) de Marc Klein : Katie
- 2007 : Je suis une légende (I Am Legend) de Francis Lawrence : Une femme évacuée
- 2008 : Rachel se marie (Rachel Getting Married) de Jonathan Demme : Angela Paylin
- 2008 : The Loss of a Teardrop Diamond de Jodie Markell (en) : Esmeralda
- 2008 : Les Noces rebelles (Revolutionary Road) de Sam Mendes : Une invitée à la fête
- 2008 : If You Could Say It in Words de David Conolly et Hannah Davis : Sadie Mitchell
- 2008 : The Understudy de Nicholas Gray : Rebecca
- 2009 : Brief Interviews with Hideous Men de John Krasinski : Samantha
- 2012 : Tous les espoirs sont permis (Hope Springs) de David Frankel : Molly
- 2012 : The Letter de Jay Anania : Anita
- 2012 : 28 Hotel Rooms de Matt Ross : Une femme
- 2012 : Future Weather de Jenny Deller : Tanya
- 2012 : Sparrows Dance de Noah Buschel : La femme dans l'appartement
- 2013 : Effets secondaires (Side Effects) de Steven Soderbergh : La visiteuse contrariée
- 2013 : Bottled Up d'Enid Zentelis : Sylvie
- 2014 : La Famille Fang (The Family Fang) de Jason Bateman : Suzanne Crosby
- 2014 : Take Care de Liz Tuccillo : Laila
- 2014 : Glass Chin de Noah Buschel : Ellen Doyle
- 2015 : Ce sentiment de l'été de Mikhaël Hers : Nina
- 2016 : Comancheria (Hell or High Water) de David Mackenzie : Debbie Howard
- 2016 : The Phenom de Noah Buschel : Rachel Cullum
- 2016 : Some Freak d'Ian MacAllister McDonald : Georgia Ledbetter
- 2016 : In the Radiant City de Rachel Lambert : Laura Yurley
- 2017 : Sollers Point : Baltimore (Sollers Point) de Matthew Porterfield : Kate
- 2017 : Aardvark de Brian Shoaf : Jenny
- 2018 : The Strange Ones de Christopher Radcliff et Lauren Wolkstein : Crystal
- 2018 : Come as You Are (The Miseducation of Cameron Post) de Desiree Akhavan : Bethany
- 2018 : Piercing de Nicolas Pesce : La mère de Reed
- 2019 : The Irishman de Martin Scorsese : Dolores Sheeran
- 2019 : Light from Light de Paul Harrill : Sheila
- 2020 : The Empty Man de David Prior : Nora Quail
- 2020 : The Dark and the Wicked de Bryan Bertino : Louise Straker
- 2020 : Nora Highland de Ryan Spahn : Linda
- 2020 : The Man in the Woods de Noah Buschel : Louise Roethke
- 2021 : Treat de Jaki Bradley : Debra (voix)
- 2022 : Birth/rebirth de Laura Moss : Rose
- 2023 : The Boogeyman de Rob Savage : Rita

#### Courts métrages
- 2007 : Mercy de Christopher Edwards : Joyce
- 2010 : Sexting de Neil LaBute : Une femme
- 2010 : Megafauna de Kaz Ps : Anna
- 2012 : Allison de Paul Brickman : Allison
- 2014 : Kill Me de Gibson Frazier : Lucy
- 2015 : A Film by Vera Vaughn de Sorrel Brae : Vera Vaughn

### Télévision

#### Séries télévisées
- 2003 / 2006 : New York, section criminelle (Law and Order : Criminal Intent) : Laura Booth / Anais Hutchinson
- 2006 / 2015 : New York, unité spéciale (Law and Order : Special Victims Unit) : Gina Maylor / Bella Carisi
- 2008 : New York, police judiciaire (Law and Order) : Mila Hames Lingard
- 2011 : Mildred Pierce : Letty
- 2011 : The Good Wife : Marjorie Garnett
- 2011 : A Gifted Man : Elena
- 2011 : Prime Suspect : Jodi Barrett
- 2011 - 2012 : Homeland : Aileen Morgan
- 2012 : Unforgettable : Sarah Green
- 2012 : Boss : Claire Mann
- 2012 / 2014 : The Killing : Liz Holder
- 2013 : Following (The Following) : Amanda Porter
- 2014 : Masters of Sex : Pauline Masters
- 2014 : Madam Secretary : Gina Fisher
- 2014 : The Divide : Christine Rosa
- 2015 : The Slap : Sandi
- 2015 : Elementary : Alta Von See
- 2015 : Girls : Logan
- 2015 / 2017 - 2019 : Sneaky Pete : Julia Bowman
- 2018 : Bull : Maya Whitbeck
- 2020 : Good Doctor (The Good Doctor) : Vera Bernard
- 2020 - 2022 : Umbrella Academy (The Umbrella Academy) : Sissy Cooper
- 2021 : Y, le dernier homme (Y : The Last Man) : Nora Brady
- 2022 : Gaslit : Judy Hoback
- 2023 : Justified: City Primeval : Maureen
- 2025 : Dope Thief (mini-série) : Mina

#### Téléfilm
- 2017 : Flint de Bruce Beresford :